# Olek (powiat toruński)
Olek – osada w Polsce położona w województwie kujawsko-pomorskim, w powiecie toruńskim, w gminie Łysomice, nad Strugą Łysomicką. Wzmiankowana w 1682 roku jako dawny majątek rycerski. Siedziba Leśnictwa Olek, podlegającego Nadleśnictwu Toruń.

## Charakterystyka
W latach 1975–1998 miejscowość administracyjnie należała do województwa toruńskiego.
Na terenie osady znajdują się pozostałości żwirowni, w okolicach której odbywały się podczas okupacji niemieckiej egzekucje więźniów toruńskiego Fortu VII. Na polanie nad Strugą Łysomicką usytuowane jest miejsce pamięci narodowej - mogiła harcerzy zamordowanych przez hitlerowców na drodze Olek-Leszcz, z tablicą pamiątkową o treści: "Tu leżą prochy bohaterskich harcerzy polskich zamordowanych i spalonych przez hitlerowców. Cześć ich pamięci". Na przeciwnym brzegu strugi położony jest żelbetowy schron z czasów II wojny światowej.
Przez Olek przebiega zielony pieszy szlak turystyczny: Szlak Martyrologii Narodu Polskiego.
Przy leśniczówce zorganizowano punkt edukacji przyrodniczo-leśnej. W okolicy znajduje się kilka głazów narzutowych będących pomnikami przyrody nieożywionej.